# Будинок Марка Твена
Будинок Марка Твена знаходиться в Гартфорді, штат Коннектикут, де з 1874 по 1891 роки проживав відомий американський письменник Марк Твен з родиною. Будинок був спроектований американським архітектором Едвардом Такерманом Поттером у стилі неоготики. В цьому будинку Марк Твен написав свої найвідоміші твори, зокрема «Пригоди Тома Сойєра», «Принц та жебрак», «Пригоди Гекльберрі Фінна» та «Янкі з Коннектикуту при дворі короля Артура». Фінансові проблеми спонукали Марка Твена з дружиною та середньою донькою переїхати до Європи в 1891 році. У 1903 році будинок був проданий і згодом використовувався як школа та бібліотека.
У 1962 році будівлю було визнано національною історичною пам’яткою США. У 1974 році тут відкрився музей Марка Твена, який відвідали такі знаменитості як Стівен Кінг, Джуді Блум, Джон Грішем.

## Архітектура та будівництво
Будинок був спроектований архітектором Едвардом Такерманом Поттером в стилі неоготики, включаючи типовий крутий дах і асиметричне розташування віконних отворів. У 1881 році була придбана прилегла ділянка землі, територія була озеленена, а будинок відремонтований. Після ремонту загальна вартість будинку склала 70 000 доларів, 22 000 доларів було витрачено на меблі, а початкова вартість землі становила 31 000 доларів.

## Життя в будинку
Сім'я Марка Твена переїхала в будинок у 1874 році. На верхньому поверсі була більярдна кімната та особистий кабінет господаря, куди заборонено було заходити всім, крім прибиральника. У дітей були свої дитячі та ігрові кімнати.
В 1884 році Марк Твен заснував видавництво Charles L. Webster & Company, яке публікувало його власні твори. Але в 1894 році компанія збанкрутувала, залишивши засновнику велику суму боргів. Для подолання фінансової кризи, сім’я змушена була переїхати до Європи, де вартість життя була доступнішою. Будинок довелося здавати в оренду.

## Відновлення
Родичка американської письменниці Гаррієт Бічер-Стоу, яка особисто знала сім‘ю Марка Твена, врятувала будинок від знищення в 1929 році. Будинок був відреставрований, до нього повернули майно, меблі та особисті речі автора. Весь процес відновлення завершився в 1974 році. Вхід до будинку Марка Твена здійснюється лише в супроводі гіда; окрім екскурсій в музеї проводяться лекції та семінари.  

### Ремонт
В будинку був проведений капітальний ремонт, який розпочався в 1999 році. Реставрація повернула будинку зовнішній вигляд, який він мав в період з 1881 по 1891 роки. Були проведені роботи по відновленню кафелю, цегли, шиферного даху, мармурової підлоги, дерев’яних виробів. Сьогодні у будинку знаходиться біля 50 000 артефактів: рукописи, історичні фотографії, вишукані меблі.  

### Галерея

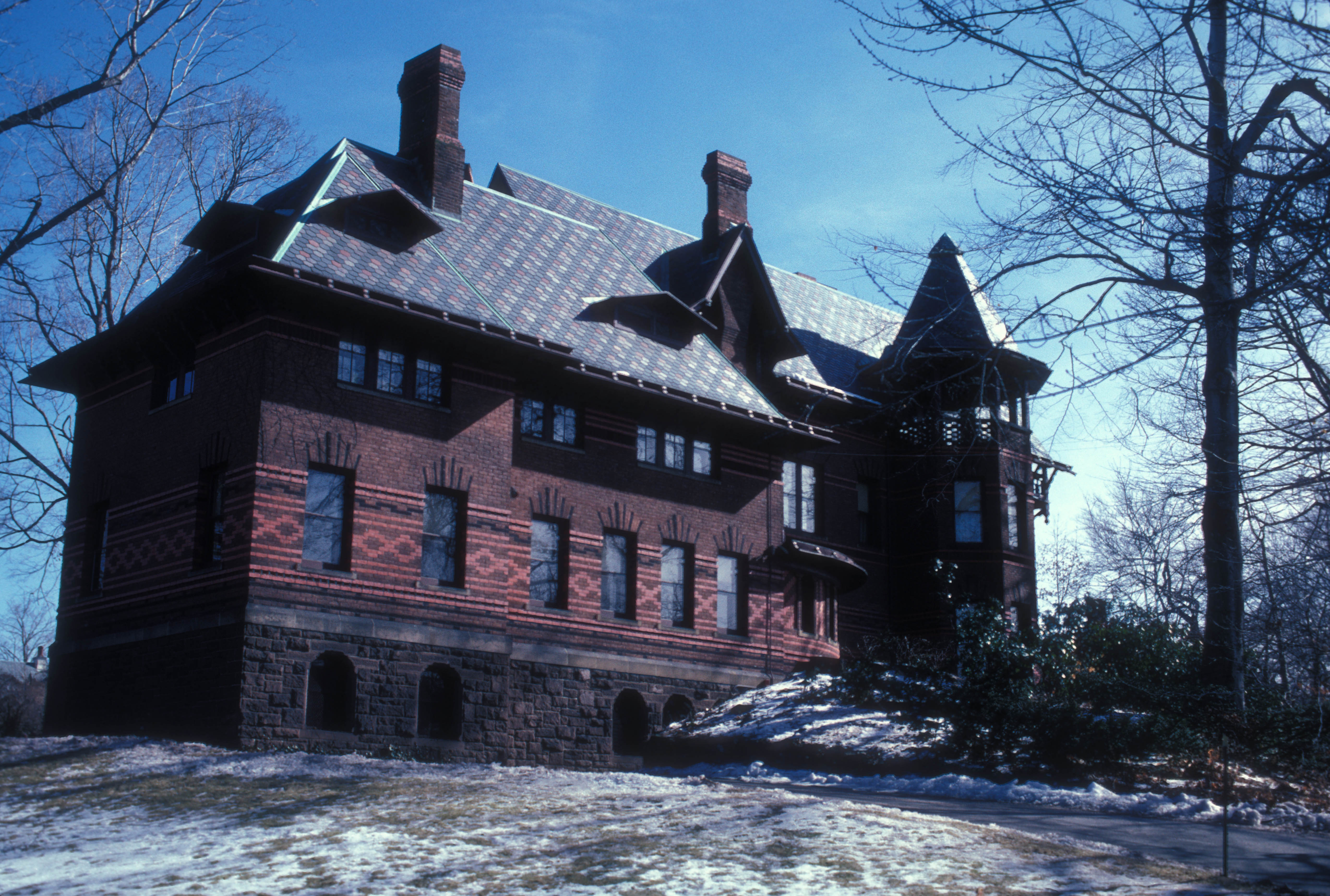
Будинок Марка Твена
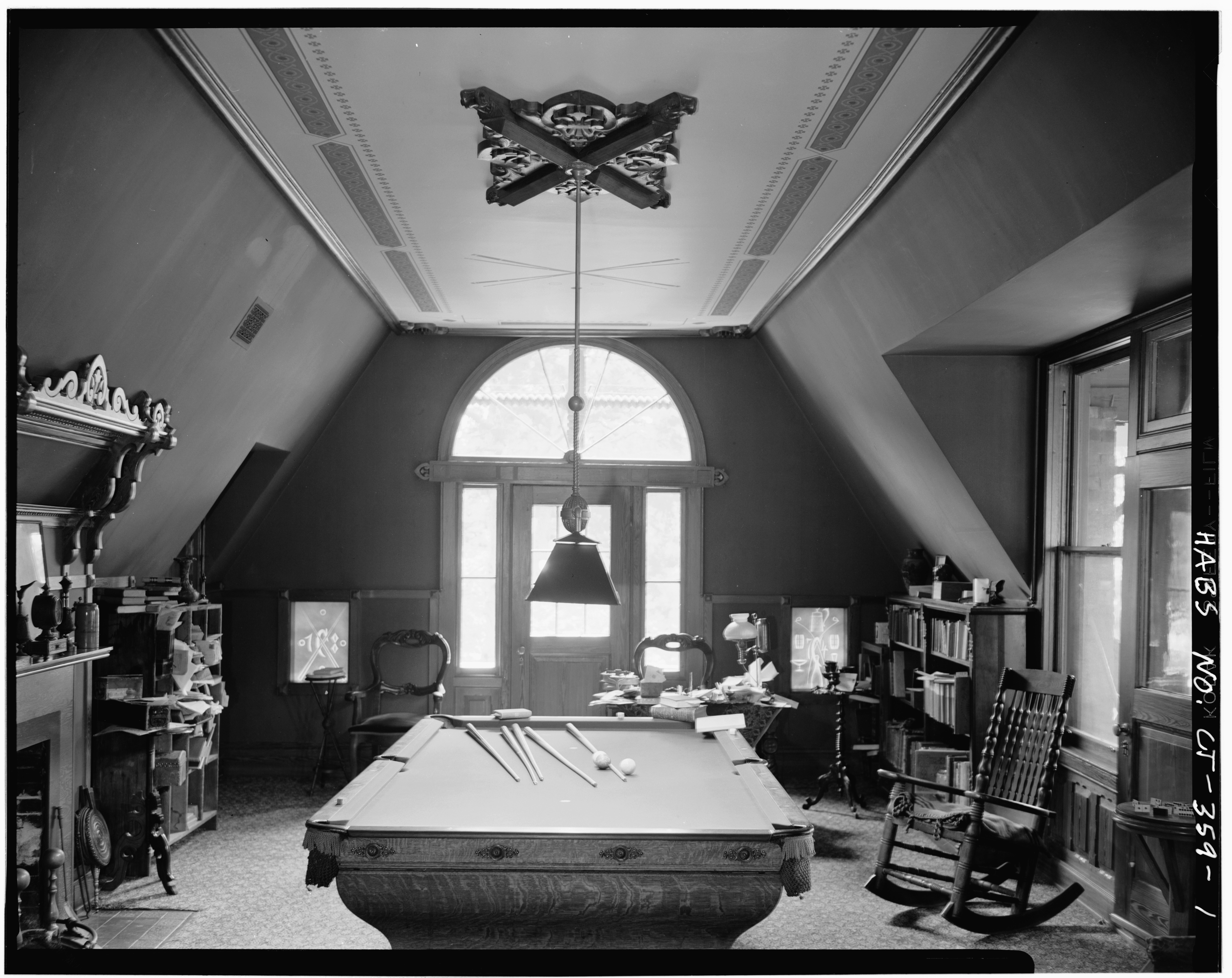
Більярдна кімната
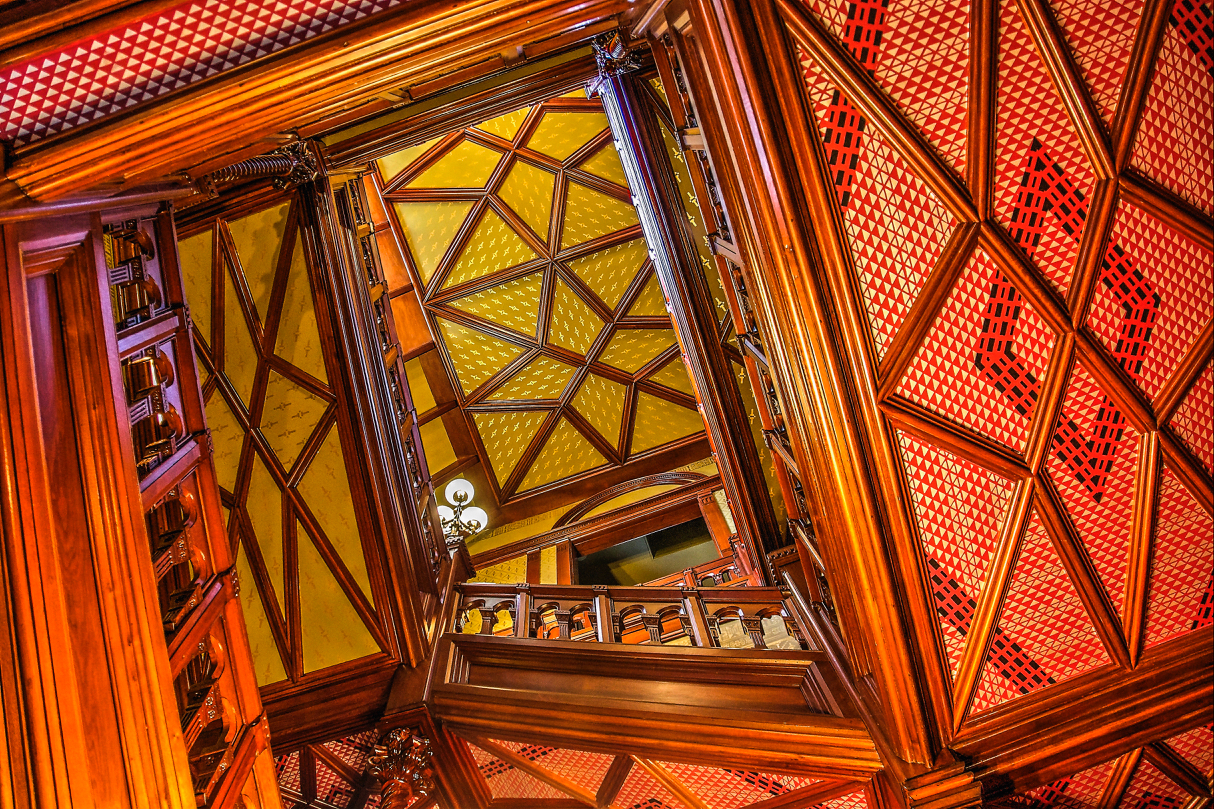
Сходи у будинку Марка Твена
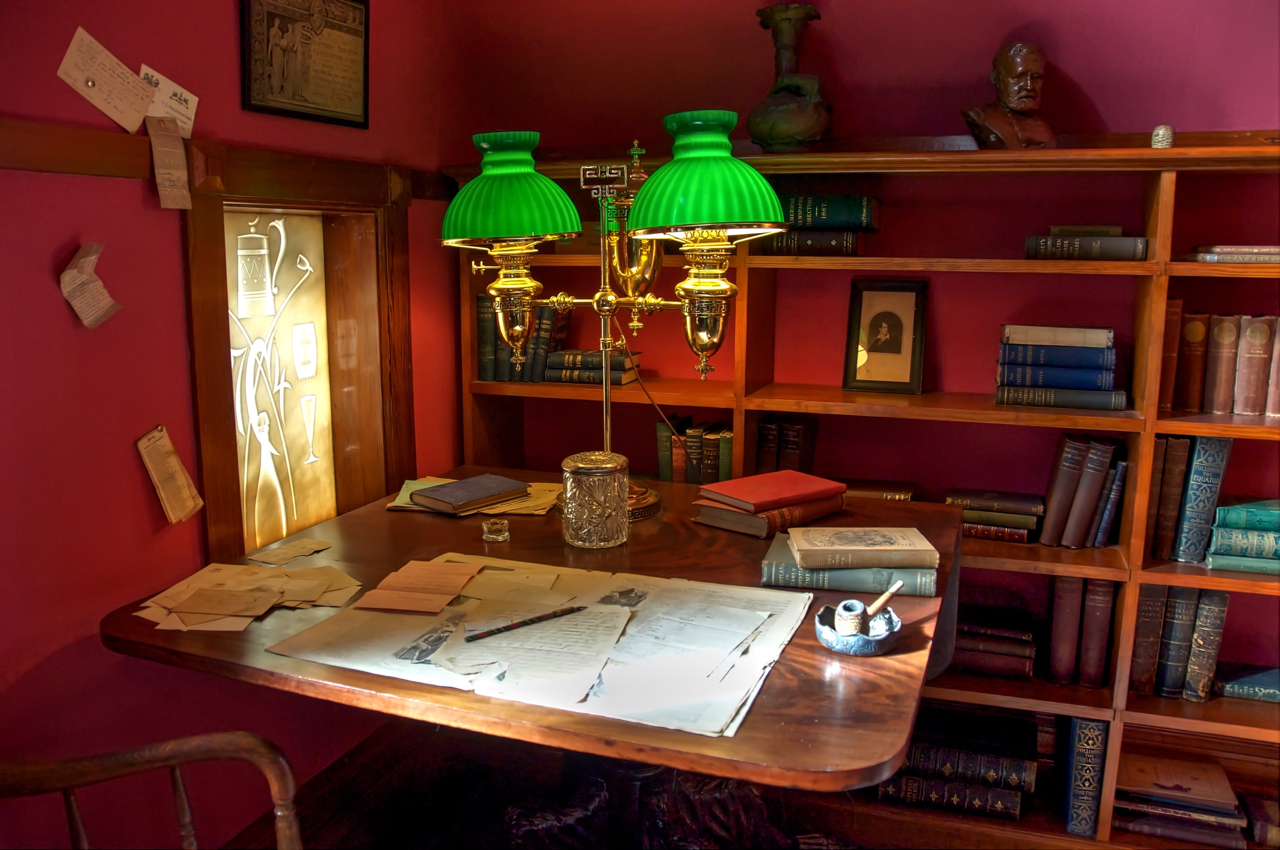
Кабінет Марка Твена
Ідальня в будинку Марка Твена